# USS George H. W. Bush (CVN–77)
Az USS George H. W. Bush a tizedik és egyben utolsó Nimitz osztályú nukleáris repülőgép-hordozó, a következő repülőgép-hordozók már a Gerald R. Ford osztályba fognak tartozni. Nevét George H. W. Bushról, az Egyesült Államok negyvenegyedik elnökéről kapta.